# Musée de l'aéronautique Gianni-Caproni
Pour les articles homonymes, voir Caproni (homonymie).
Le musée de l'aéronautique Gianni-Caproni (en italien : Museo dell'Aeronautica Gianni Caproni) est un musée italien consacré à l'aviation.

### Bibliographie

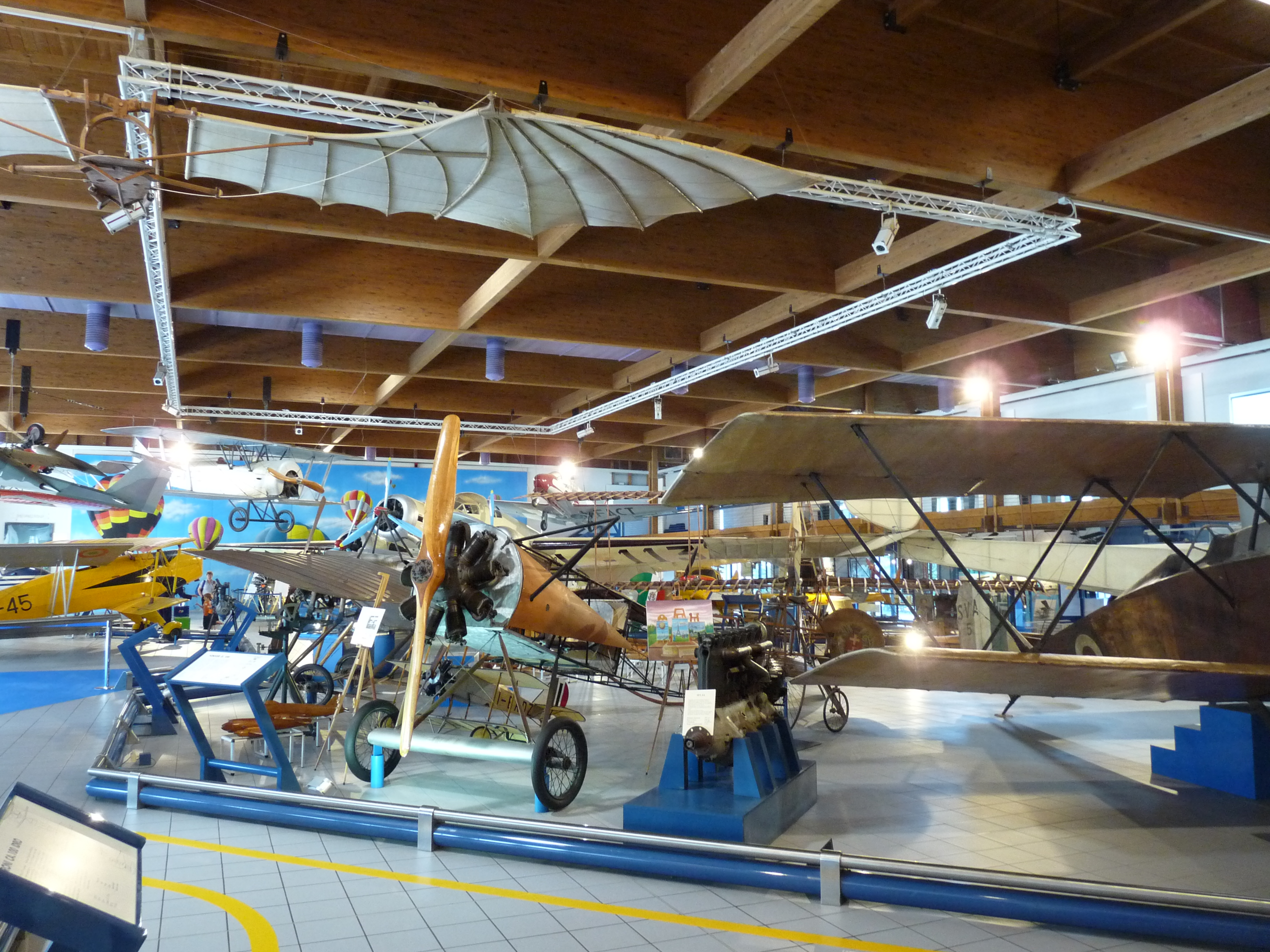
La salle de l'exposition

## Historique
Fondé à Milan en 1927 sous le nom de musée Caproni (Museo Caproni) par l'ingénieur et pionnier de l'aviation Gianni Caproni et sa femme, Timina Guasti Caproni, il est le plus vieux musée d'aviation en Italie, et en même temps le plus ancien musée d'une société dans le pays.
Le musée ouvrit à Taliedo, dans la banlieue de Milan, mais les avions de la collection furent déplacés à Venegono Superiore à la fin de la Seconde Guerre mondiale; l'exposition ouvrit encore dans les années 1960 à Vizzola Ticino. Aujourd'hui le siège du musée est à Mattarello, à 5 km au sud de Trente, dans un bâtiment de 1 400 m2 qui a été ouvert le 3 octobre 1992,,.

## Collection
Au milieu de l'année 2011, la collection du musée comprenait:
- Un Agusta Bell AB 47G
- Le fuselage et les voilures, démontées, d'un Ansaldo A.1 Balilla[8]
- Un Ansaldo S.V.A. 5
- Un Avia FL.3
- Un Breda Ba.19
- Un Bücker Bü 131
- Le Caproni Ca.1 (1910)
- Un Caproni Bristol
- Le Caproni Ca.6
- Un Caproni Ca.9
- Un Caproni Ca.100 hydravion
- Le Caproni Ca.163
- Le Caproni Ca.193
- Le Caproni Trento F.5
- Un Caproni Vizzola C-22J
- Le fuselage et les voilures, démontées, du Caproni Ca.53[8]
- La plupart des pièces survivantes du Caproni Ca.60 Transaereo[8]
- Le fuselage d'un Fokker D.VIII
- Un Gabardini G.51bis
- Un Macchi M.20
- Un Macchi MB-308
- Pièces d'un Macchi M.C.200[9]
- Un Manzolini Libellula II[8]
- Un North American T-6 Texan[8]
- Pièces d'un Reggiane Re.2005[10]
- Un Saiman 202M
- Un Savoia-Marchetti SM.79

## Galerie

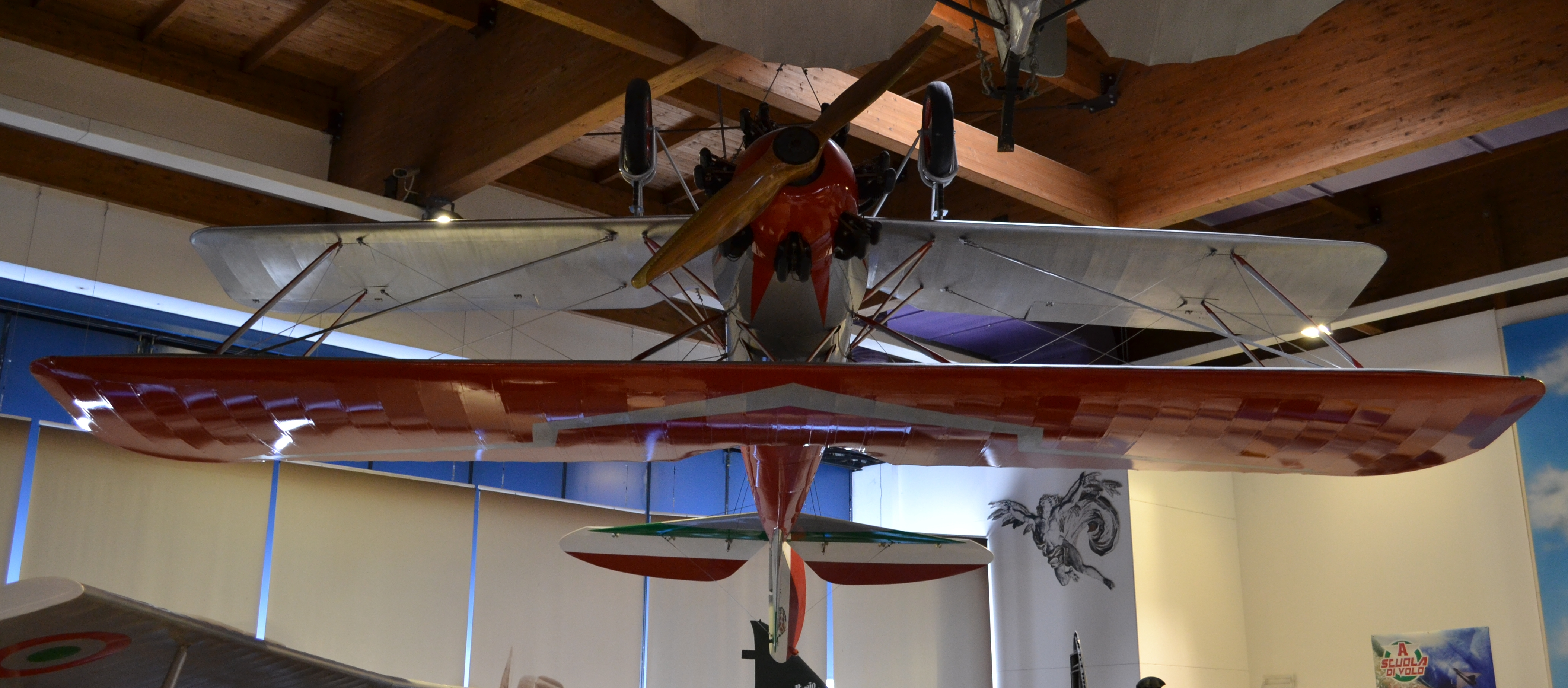
Le Breda Ba.19.
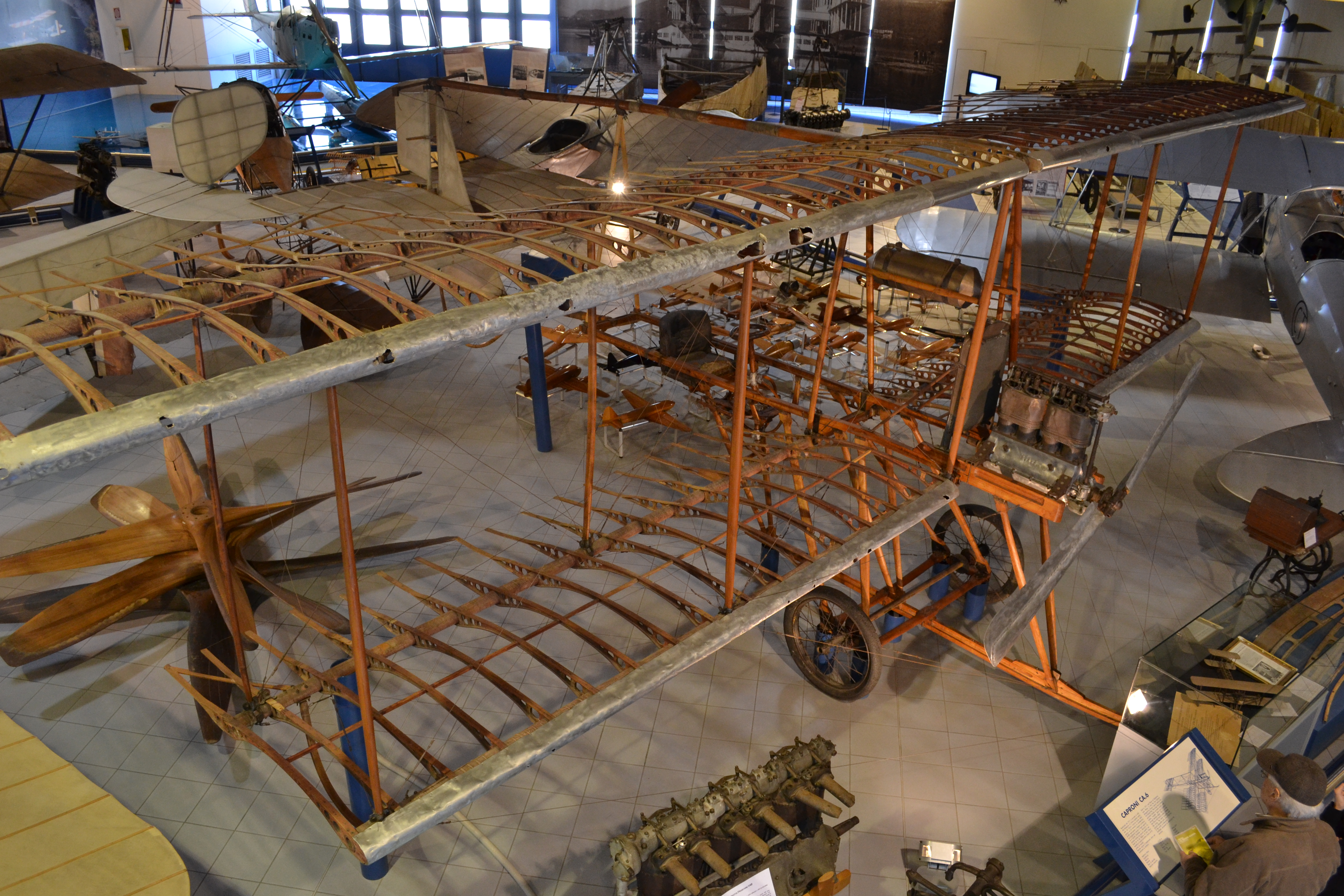
Le Caproni Ca.6, exposé sans son revêtement.
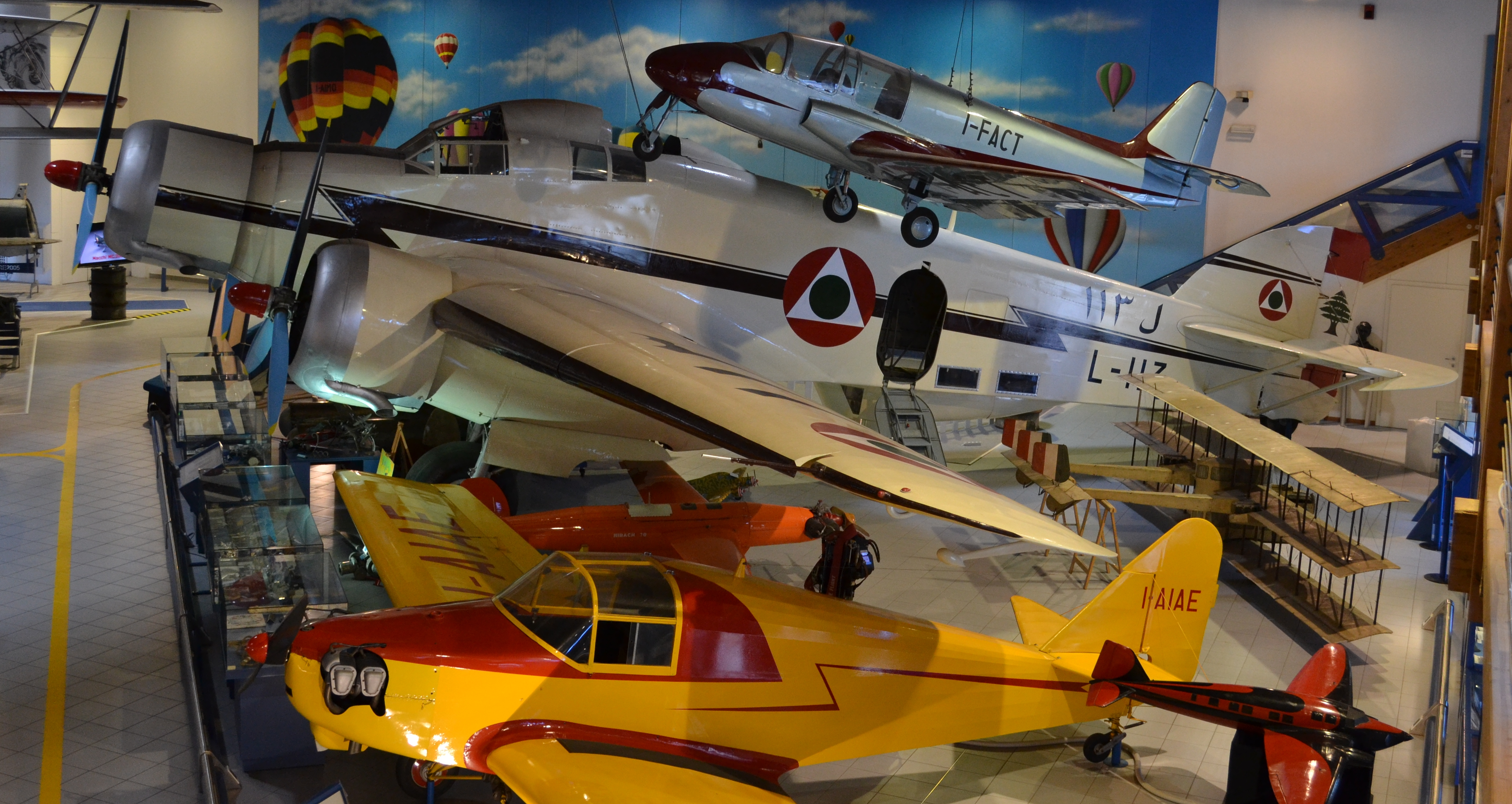
Le S.79, le FL.3 et le F.5.
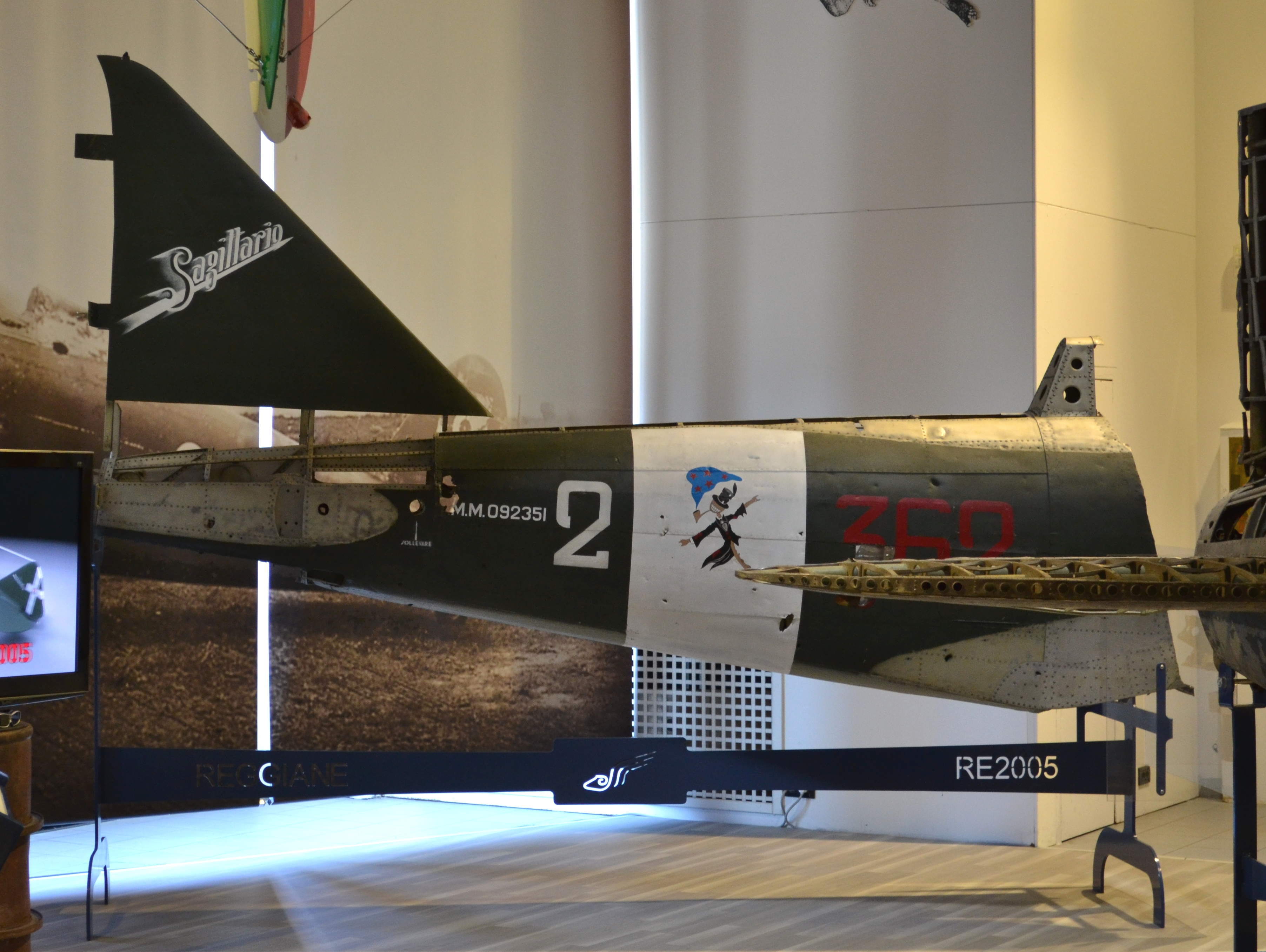
Le fuselage du Reggiane Re.2005.
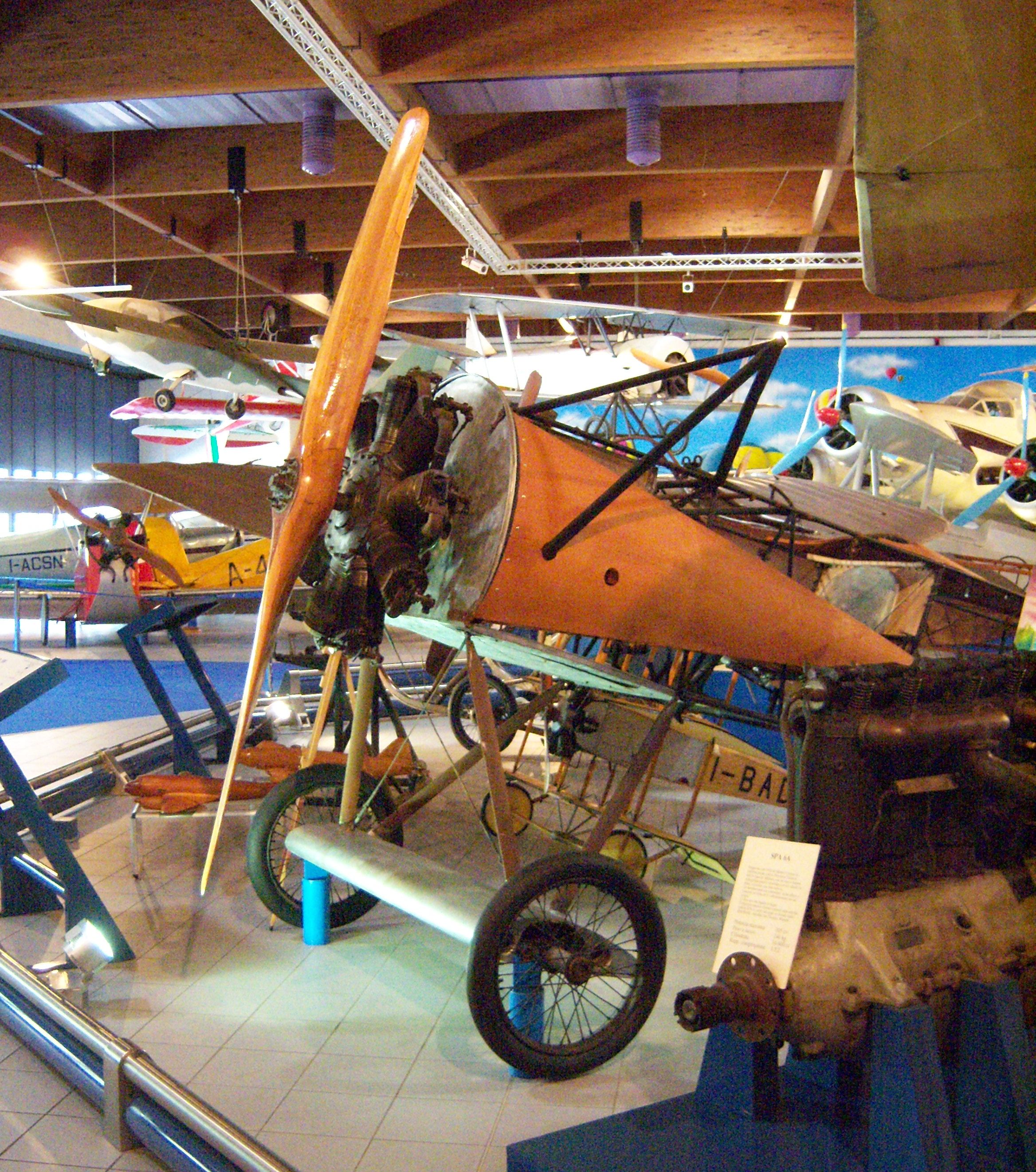
Le Fokker D.VIII.
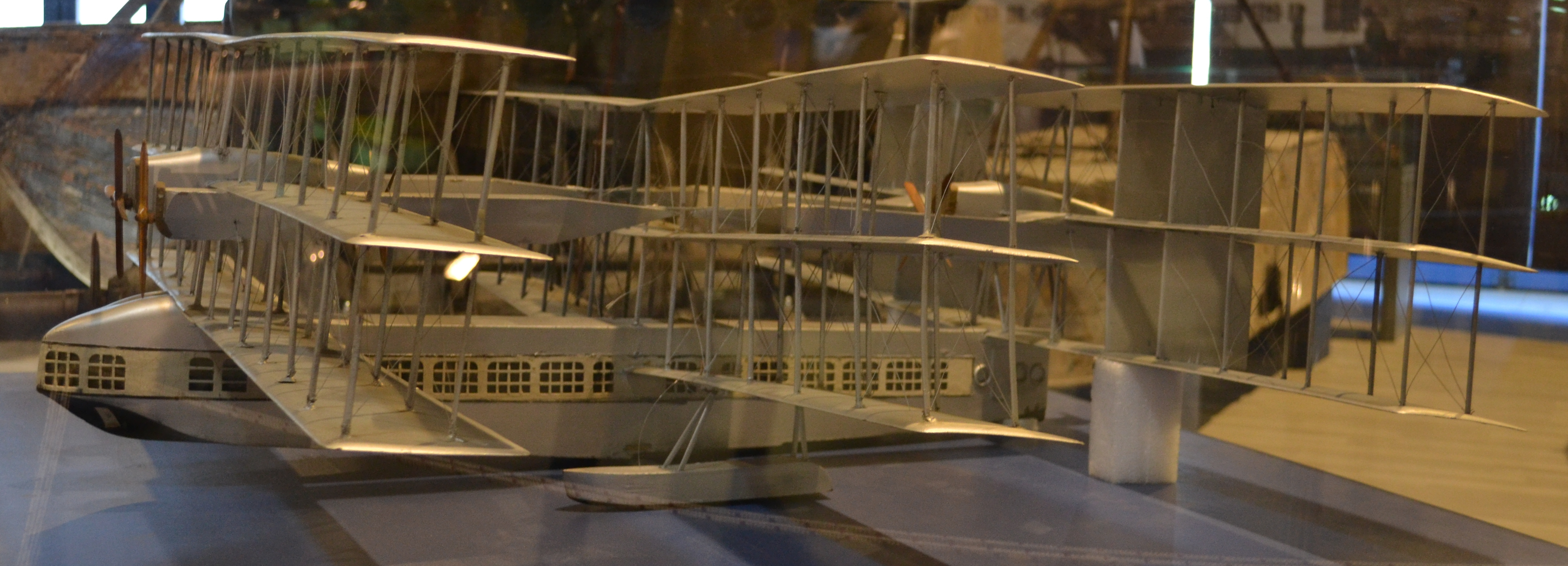
Une maquette du Caproni Ca.60.
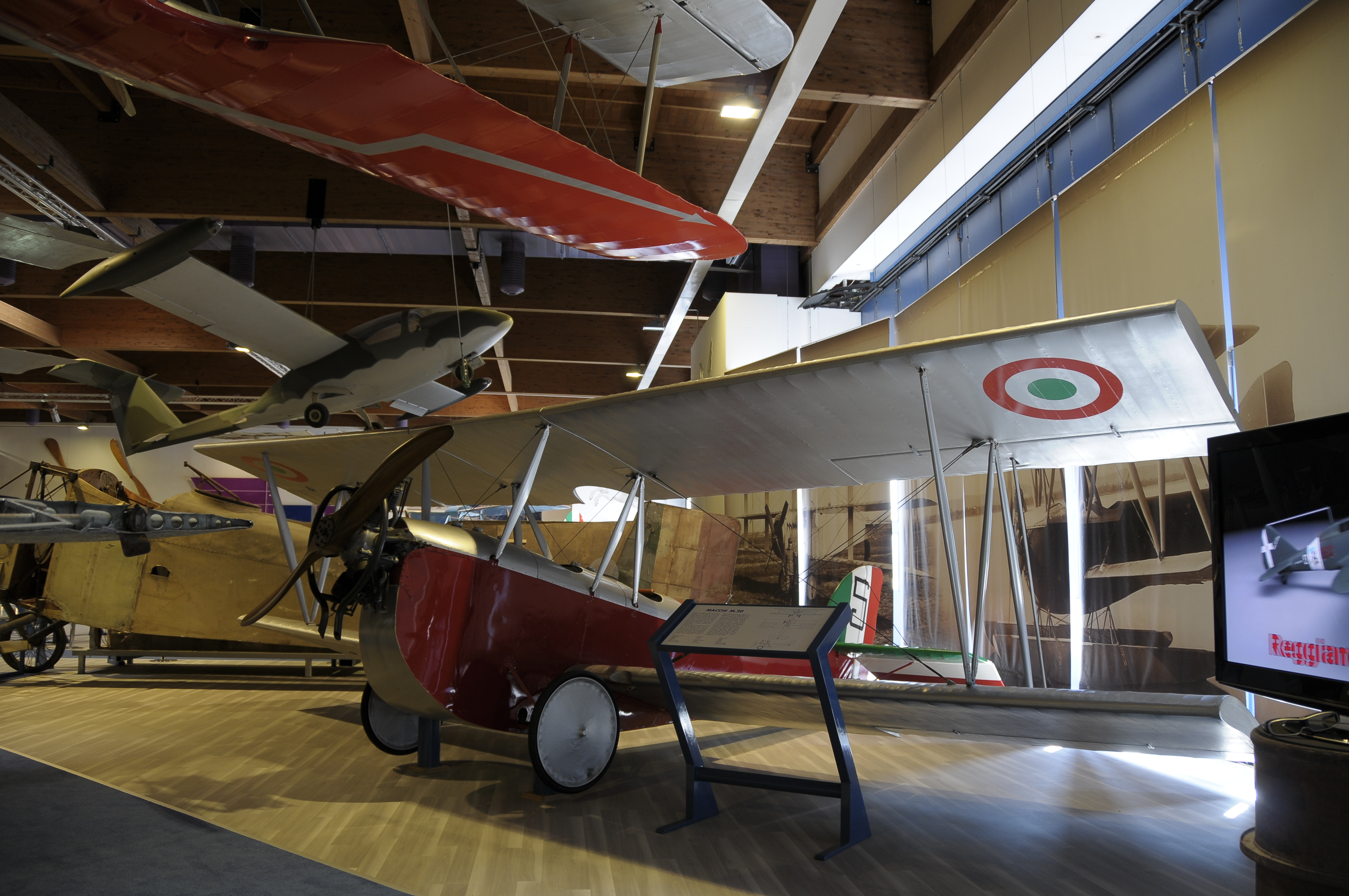
Le Macchi M.20.